# Louis Caput
Louis Caput (Saint-Maur-des-Fossés, 23 gennaio 1921 – Parigi, 8 febbraio 1985) è stato un ciclista su strada, pistard e dirigente sportivo francese soprannominato P'tit Louis ossia Piccolo Luigi per via della sua statura minuta.
Vinse i Campionati Francesi del 1946, la Parigi-Tours 1948 e due tappe al Tour de France.

## Carriera
Caput fu professionista dal 1942 al 1957 ottenendo importanti risultati grazie anche ad un buono spunto veloce capace di farlo lottare con i migliori ciclisti della sua epoca sia i brevi corse a tappe che nelle corse in linea.
Fu il primo vincitore della Gran Prix Eibar nel 1952 e vinse altre brevi corse a tappe francesi, inoltre fu terzo nel 1942 al Circuit de France, quinto nel 1948 al Tour de Luxembourg e secondo nel Critérimu Nationel nel 1956.
Nel 1946 vinse il Campionato nazionale (sarà terzo nel 1955) che quell'anno si disputava nella formula del challenger con una classifica finale a punti e nel 1948 ebbe una grande stagione poiché vinse la Parigi-Tours e salì sul podio di altre due classiche la Liegi-Bastogne-Liegi ed il Critérium des As.
Corridore in grado di distreggiarsi sia nella Classiche del pavé che in quelle delle Ardenne nel 1949 fu settimo sia alla Freccia Vallone che al Giro delle Fiandre; otterrà altri due podi nelle Classiche terzo nel 1950 al Giro delle Fiandre ed alla Parigi-Tours nel 1952.
Dal 1966 al 1978 è stato direttore sportivo di importanti formazioni avendo sotto la sua ala ciclisti del calibro di Raymond Poulidor e Joop Zoetemelk.
Nel 1955, curiosamente, riuscì a terminare tutti e tre i Grandi giri, la cosa risulta singolare poiché Caput nelle sue precedenti otto partecipazioni ai Grandi giri, tutte nella Grande Boucle, aveva portato a termine la prova solo in una occasione nel Tour de France 1951.
In tre occasioni è stato anche selezionato per rappresentare la Nazionale francese ai Campionati del mondo di ciclismo su strada.
Per ricordare la sua memoria viene organizzata una gara giovanile "Le Souvenir Louis Caput".

## Palmares
- 1939 (Dilettanti, una vittoria)

Grand Prix de l'Humanité
- 1941 (Dilettanti, due vittorie)

Parigi-Alençon
Tour de Paris
- 1942 (Dilecta, tre vittorie)

Circuit d'Auray
3ª tappa, 2ª semitappa Circuit de France (Limoges > Clermont Ferrand)
2ª tappa Circuit du Midi
- 1945 (Dilecta, una vittoria)

Paris-Alençon
- 1946 (Metropole, tre vittorie)

Campionati francesi, Prova in linea
Circuit des Boucles de la Seine
Paris-Reims
Armagnac-Parigi (Corsa a coppie, con Eloi Tassin)
- 1947

Circuit de Guineberts
- 1948 (Olympia/Allegro, due vittorie)

Parigi-Tours
Paris-Limoges
- 1949 (Olympia/Maino/L.Caput-Dunlop, due vittorie)

Circuit d'Ain-Temouchent
9ª tappa Tour de France (Bordeaux > San Sebastián)
- 1952 (Delangle-Wolber/Carrara-Dunlop/Osram, due vittorie)

2ª tappa Gran Prix Eibar (Eibar > Eibar)
Classifica generale Gran Prix Eibar
- 1953 (Gitane, due vittorie)

6ª tappa Tour du Maroc (Quazzane > Rabat)
9ª tappa Tour du Maroc (Safi > Mogador)
- 1954 (Gitane, tre vittorie)

2ª tappa Tour de Sud-Est
3ª tappa Tour du Maroc
4ª tappa Tour du Maroc
- 1955 (Rochet/Welter-Ursus, due vittorie)

Parigi-Limoges
14ª tappa Tour de France (Albì > Narbonne)
- 1956 (Saint-Raphaël/Arliguie-Hutchinson, cinque vittorie)

Circuit des Deux-Ponts - Montluçon
1ª tappa Tour de l'Oise (Creil > Compiègne)
Classifica generale Tour de l'Oise
1ª tappa Ronde de l'Est
2ª tappa Critérium du Dauphiné Libére (Saint-Étienne > Vichy)
6ª tappa Critérium du Dauphiné Libére (Voiron > Avignone)

### Altri successi
- 1942 (Dilecta, tre vittorie)

Autun (criterium)
Liegi (criterium)
Vise (criterium)
- 1943 (Dilecta, due vittorie)

Autun (criteium)
Rennes (criterium)
- 1945 (Genial Lucifer, una vittoria)

Dinard (criterium)
- 1947 (Metropole, due vittorie)

Agen (criterium)
Roenne (criterium)
- 1949 (Olympia/Maino/L.Caput-Dunlop, tre vittorie)

Grand Prix d'Ain Temouchent (criterium)
Echo d'Oran (ccriterium)
Monaco (criterium)
- 1952 (Dilecta, tre vittorie)

Saint-Céré (criterium)
Chatelus (criterium)
Ferrières (criterium)
- 1952 (Delangle-Wolber/Carrara-Dunlop/Osram, tree vittorie)

Vayrac (criterium)
Saint-Céré
Bavey
- 1954 (Gitane, una vittoria)

Oloron Saint-Marie (criterium)
- 1955 (Rochet/Welter-Ursus, due vittorie)

Arras (criterium)
- 1956 (Saint-Raphaël/Arliguie-Hutchinson, una vittoria)

Circuit des Deux Ponts (criterium)

## Piazzamenti

### Grandi Giri
- Giro d'Italia

1955: 68º
- Tour de France

1947: squalificato (alla 2ª tappa)
1948: ritirato (alla 4ª tappa)
1949: ritirato (alla 12ª tappa)
1951: 45º
1952: ritirato (alla 4ª tappa)
1953: non partito (alla 12ª tappa)
1954: ritirato (non partito 5ª tappa)
1955: 54º
1956: 56º
- Vuelta a España

1955: 55º

### Classiche monumento
- Milano-Sanremo

1950: 5º
1956: 45º
- Giro delle Fiandre

1948: 42º
1949: 7º
1950: 3º
1951: 15º
- Parigi-Roubaix

1948: 13º
1949: 12º
1951: 68º
1952: 41º
1954: 30º
- Liegi-Bastogne-Liegi

1948: 3º
1949: 21º

### Competizioni mondiali
- Campionati del mondo

Zurigo 1946 - In linea: ritirato
Valkenburg 1948 - In linea: ritirato
Copenaghen 1956 - In linea: ritirato